# 異馬
異馬（いば）とは、突然変異などで一般の馬とは外見が異なる馬に対しての称。『吾妻鏡』に記述される異馬に九足（多足馬）がいる。

## 『吾妻鏡』における九足の記事
九足の初見は、『吾妻鏡』の建久4年（1193年）7月24日条、横山時広（嫡男に横山時兼）と言う武士が一匹の異馬を引いて、将軍頼朝の前に参じたところから始まる。この馬は足が9本あり、前足が5本、後足が4本とされる。特に名付けられておらず、『吾妻鑑』では一貫して、「九足」、「異馬」と呼称している。時広の話によれば、5月に所領の淡路国分寺にて発見したと伝えている。「本朝一匹の九足」と記されている事から、突然変異体の多足馬の記述（現存書物の記録）としては、日本最古と見られる。将軍家はこの九足を陸奥国外の浜に放つように命じた為、東北へ移された。
次に記述が見られるのは、翌年の建久5年（1194年）6月10日条で、奥州の道中で、伊佐氏の家人に射殺されてしまい、将軍家にその話が発覚したと記されている。この記述からも多足でも歩行はできたものと見られるが、9本全ての足を地につけて歩いていたかは記述されていない（ぶら下がった状態の未成熟の足の可能性もある）。また、結合双生児の類とも考えられる。

## 他
- 和歌山県太地町立くじらの博物館が2006年11月4日に発表した事として、胸びれ・背びれ・尾びれとは別に、生殖器の脇に第4のひれを有するバンドウイルカ（愛称はるか）が捕獲されている（第4のひれを持った鯨類の発見は世界初である）。日本鯨類研究所の大隅清治顧問は、「突然変異で先祖返りしたのではないか」とコメントを残している（退化したはずの後ろ脚の名残と見られている）。朝日新聞2006年11月5日（日曜）付より。この例からも、自然界において、通常の個体と比べて脚の本数が多い哺乳動物は見られる。

- 文献上の多足獣類としては、『日本書紀』天智天皇10年（671年・7世紀末）4月条の記述に、「筑紫国で8本足の鹿が生まれて、間もなく死んだ」と報告がある。

- 『南島雑話』には8本の角と足が前8本、後ろ8本の牛の姿をした耕作の神「奈麻戸奴加奈之（ナマトンカナシ）」とが記されている[2]。